# Два веронці
«Два веронці» (англ. The Two Gentlemen of Verona) — одна з ранніх п'єс англійського письменника  Вільяма Шекспіра. Надрукована вперше в так званому Першому шекспірівському фоліо 1623 року.

## Передумови створення
Головною темою твору є ставлення до дружби та до кохання. В добу Відродження ці почуття протиставляли одне одному, часто надаючи перевагу почуттю дружби. Тому ця тема була досить поширеною в літературі доби Відродження в різних країнах і логічно перейшла в театр.
Коли Шекспір стикнувся з подібним літераурним джерелом — невідомо. За даними професора І. М. Гілілова сюжет «Двох веронців» міг бути запозиченим автором з іспано-португальської збірки Хорхе де Монтемайора.
Як і інші перші комедії Шекспіра, «Два веронці» будуються як любовні історії комічного характеру головних персонажів з пригодами, перевдяганнями, непорозуміннями, кумедною плутаниною. Кумедність ситуацій підсилюють і слуги-блазні, і мовні, жартівливі турніри, а життєрадісність переважає над неприємностями чи драматичними подіями.

## Сюжет

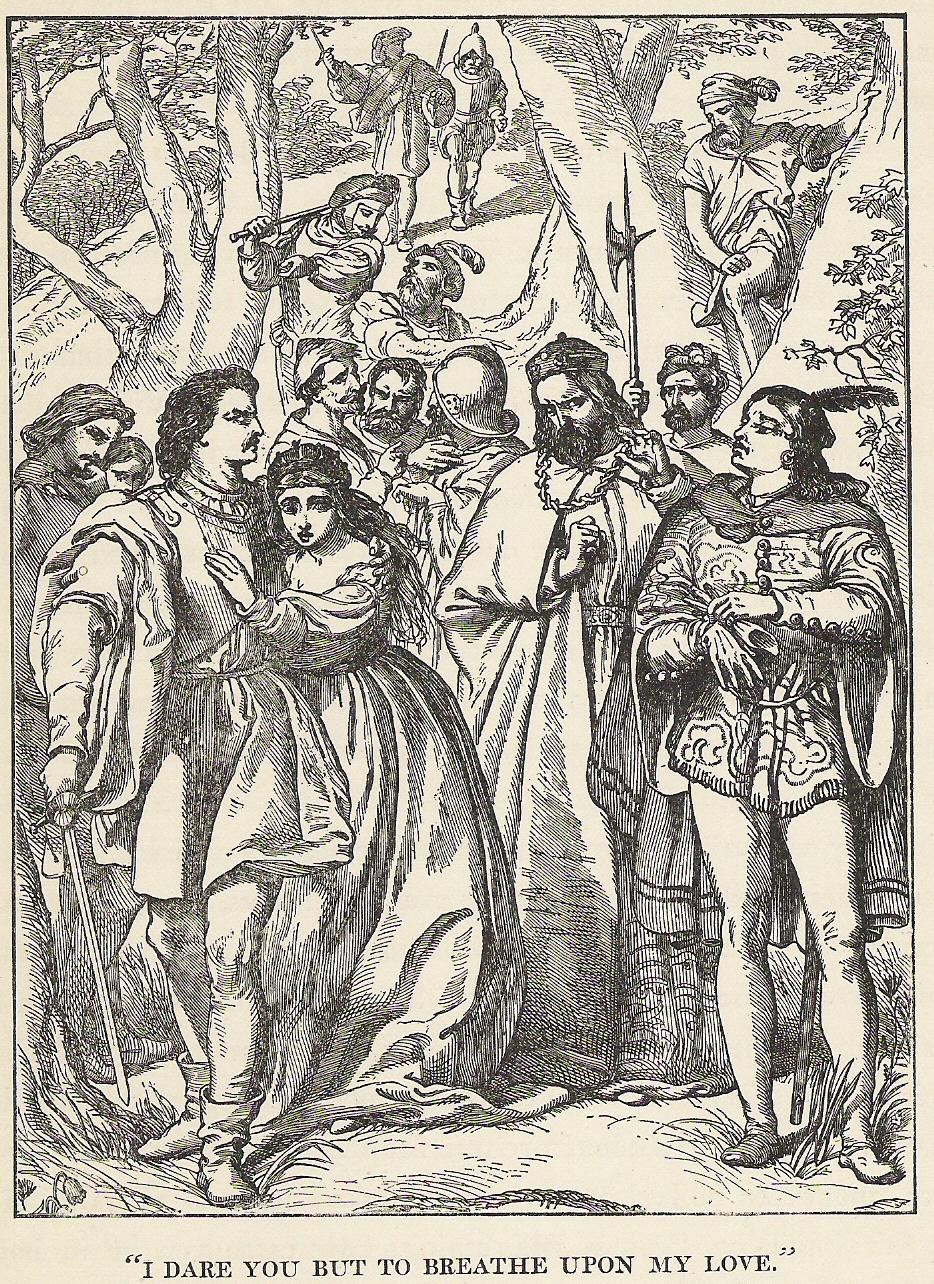
Гравюра до сцени в таборі розбійників, 1890 р.

Сюжет закручений навколо двох молодих дворян—приятелів з Верони та їх любовних пригод з дівчатами спочатку в Вероні, а потім в Мілані. (Дещо пізніше в Верону Шекспір перенесе події власної п'єси «Ромео і Джульєта»). Старий батько Валентина наполягає, аби син відбув у Мілан та набрався там досвіду і шляхетної поведінки при блискучому дворі міланського герцога. Протей залишається в Вероні, тим паче що його утрумують тут стосунки з Джулією. Невдовзі і батько Протея відсилає власного сина до двору міланського герцога. Під час прощання Протея та Джулії молодята обмінялися каблучками.
Перебування в Мілані принесло Протею чимало новин: Валентин закохався в дочку герцога Сільвію, вже пройшли таємні заручини, а теперішньої ночі Валентин планує викрасти кохану і втекти з міста. Зустріч Протея з Сільвію справляє на того таке сильне враження, що той закохується в дівчину теж. Приголомшений новинами і новими почуттями, Протей, як вірний дворянин сюзерену, видає намір приятеля Валентина батьку Сільвії, герцогу Мілана. Рішучий герцог ховає доньку, а небезпечного Валентина виганяє геть з міста. Адже напланував віддати доньку за Туріо, безтямного суперника Валентина. Протей (в найкращих традиціях надвірного життя) починає нову інтригу, видаючи себе за прихильника герцогських планів пошлюбити дочку з Туріо, а сам залицяється до Сільвії, намагаючись полонити її серце. Тим часом в Мілан прибула Джулія, що не витримала розлучення з коханим. Там вона і дізнається, що Протей волочиться вже за Сільвією і забув про кохану в Вероні. Вона перевдягається в чоловічий костюм і наймається до Протея в слуги. Обидві пари коханців чекають ще пригоди, втеча Сільвії вночі, полон у розбійників, які виявилися добродіями і якими керує вигнанець Валентин. В полон до розбійників потрапили навіть герцог і Туріо, що переслідували втікачку Сільвію. Протей проситиме вибачення за зраду друга, а той милосердно простить. Коханців благословить навіть міланський герцог і все пристойно закінчиться, нехай і досить зовнішньо.
Характери в п'єсі ще вимальовані поверхнево, це більше маски, далекі від реальності, ніж живі істоти. Якщо припустити, що автором п'єси міг бути Роджер Меннерс (1576—1612, 5-й граф Ретленд і головний претендент на авторство), а твір написаний 1591 року, то автору було лише 17 років.

## Дійові особи
- два веронці-приятелі, Протей та Валентин
- старий Антоніо, батько Протея
- слуга і блазень Валентина, Спід (Швидкий)
- слуга і блазень Протея, Лан (Легкий?)
- Джулія, кохана протея у Вероні
- Сільвія, дочка герцога Мілана
- герцог Мілана, батько Сільвії
- Лючетта, служниця Джулії
- Туріо, безтямний суперник Валентина
- добродійні розбійники
- Власник заїзду в Мілані
- музиканти